# Vòng cổ ngọc trai (hành vi tình dục)

Tinh dịch trên cổ

Vòng cổ ngọc trai (tiếng Anh: pearl necklace) là từ tiếng lóng để chỉ hành vi xuất tinh lên vùng cổ, ngực của người khác. Thuật ngữ này bắt nguồn từ hình ảnh tinh dịch rơi xuống và tạo thành đường chảy giống như một chiếc vòng ngọc trai.
Đây là cách được nhiều người chọn để giữ an toàn tình dục khi không sử dụng bao cao su.